# پادشاه عربستان سعودی
پادشاه عربستان سعودی (به عربی: ملك المملكة العربية السعودية)، رئیس کشور و پادشاه مطلقه (یعنی رئیس حکومت) عربستان سعودی پادشاه تمام امور کشور را در دست دارد و همکاره کشور است. او به عنوان رئیس آل سعود عمل می‌کند. در عربستان سعودی به پادشاه خادم الحرمین الشریفین گفته می‌شود. این عنوان بر کنترل عربستان بر مسجدالحرام در مکه و مسجد النبی در مدینه تأکید دارد و در ۱۹۸۶ جایگزین صاحب الجلالة شده است.

## پیشینه
ملک عبدالعزیز در ۱۹۰۲ شروع به تسخیر عربستان سعودی امروزی کرد و خانواده خود را به عنوان امرای ریاض تعیین کرد. او سپس نخست نجد (۱۹۲۲) و سپس حجاز (۱۹۲۵) را فتح کرد. سپس از سلطان نجد، به شاه حجاز و نجد و نهایتاً در ۱۹۳۲ به پادشاهی عربستان سعودی رسید.

## پادشاهان عربستان سعودی (۱۹۳۲–تاکنون)
| نام | طول عمر                                 | شروع سلطنت      | پایان سلطنت                | یادداشت                                                 | دودمان  | تصویر                |
| --- | --------------------------------------- | --------------- | -------------------------- | ------------------------------------------------------- | ------- | -------------------- |
| ملک عبدالعزیز بن عبدالرحمن آل سعود- صاحب الحضرة والجلالة المعظم - الملک عبد العزیز بن عبد الرحمن بن فیصل بن ترکی بن عبدالله بن محمد بن سعود بن محمد بن مقرن آل سعود | ۲۶ نوامبر ۱۸۷۶ – ۹ نوامبر ۱۹۵۳ (۷۶ سال) | ۲۲ سپتامبر ۱۹۳۲ | ۹ نوامبر ۱۹۵۳              | فرزند عبدالرحمن بن فیصل آل سعود و ساره بنت احمد السدیری | آل سعود | ابن سعود             |
| ملک سعود بن عبدالعزیز آل سعود- صاحب الجلالة المعظم - الملک سعود بن عبد العزیز آل سعود                                                                               | ۱۲ ژانویهٔ ۱۹۰۲ – ۲۳ فوریهٔ ۱۹۶۹ (۶۷ سال) | ۹ نوامبر ۱۹۵۳   | ۲ نوامبر ۱۹۶۴ (برکنار شد.) | فرزند ملک عبدالعزیز و وضحی بنت محمد العریعر             | آل سعود | سعود عربستان         |
| ملک فیصل بن عبدالعزیز آل سعود- صاحب الجلالة المعظم - الملک فیصل بن عبد العزیز آل سعود                                                                               | ۱۴ آوریل ۱۹۰۶ – ۲۵ مارس ۱۹۷۵ (۶۸ سال)   | ۲ نوامبر ۱۹۶۴   | ۲۵ مارس ۱۹۷۵ (ترور شد.)    | فرزند ملک عبدالعزیز و طرفه بنت عبدالله آل شیخ           | آل سعود | فیصل                 |
| ملک خالد بن عبدالعزیز آل سعود- صاحب الجلالة المعظم - الملک خالد بن عبد العزیز آل سعود                                                                               | ۱۳ فوریهٔ ۱۹۱۳ – ۱۳ ژوئن ۱۹۸۲ (۶۹ سال)   | ۲۵ مارس ۱۹۷۵    | ۱۳ ژوئن ۱۹۸۲               | فرزند ملک عبدالعزیز و الجوهره بنت مساعد آل سعود         | آل سعود | خالد                 |
| ملک فهد بن عبدالعزیز آل سعود- خادم الحرمین الشریفین - الملک فهد بن عبد العزیز آل سعود                                                                               | ۱۹۲۱ – ۱ اوت ۲۰۰۵                       | ۱۳ ژوئن ۱۹۸۲    | ۱ اوت ۲۰۰۵                 | فرزند ملک عبدالعزیز و حصه بنت احمد السدیری              | آل سعود | Fahd of Saudi Arabia |
| ملک عبدالله بن عبدالعزیز آل سعود- خادم الحرمین الشریفین - الملک عبدالله بن عبد العزیز آل سعود                                                                       | ۱ اوت ۱۹۲۴ – ۲۳ ژانویهٔ ۲۰۱۵ (۹۰ سال)    | ۱ اوت ۲۰۰۵      | ۲۳ ژانویه ۲۰۱۵             | فرزند ملک عبدالعزیز و فهده بنت العاصی الشریم الشمّری     | آل سعود | عبدالله              |
| ملک سلمان بن عبدالعزیز آل سعود- خادم الحرمین الشریفین - الملک سلمان بن عبد العزیز آل سعود                                                                           | ۳۱ دسامبر ۱۹۳۵ ‏(۸۹ سال)                 | ۲۳ ژانویه ۲۰۱۵  | متصدی                      | فرزند ملک عبدالعزیز و حصه بنت احمد السدیری              | آل سعود | سلمان                |

### جانشینان
- ولیعهد: محمد بن سلمان آل سعود، متولد ۳۱ اوت ۱۹۸۵ ‏(۳۹ سال); پسر سلمان بن عبدالعزیز آل سعود و فهده بنت فلاح
  - ولی ولیعهد: '